# Tristan (album)
Pour les articles homonymes, voir Tristan.
Albums de Jean-Louis Murat
Charles et Léo
(2007) Le Cours ordinaire des choses
(2009)
Tristan est un album musical de Jean-Louis Murat sorti en 2008, enregistré en Auvergne par Aymeric Létoquart.

## Liste des titres de l'album
1. La Légende dorée – 4:43
2. L'Amour en fuite – 5:07
3. Mousse noire – 4:43
4. L'Hermine – 3:36
5. Chante bonheur – 4:26
6. Tel est pris – 3:23
7. Les Voyageurs perdus – 4:18
8. Dame souveraine – 3:37
9. Il faut s'en aller – 3:07
10. Marlène – 6:05
11. La prière – 3:21 inédit en CD accessible uniquement par OpenDisc
12. Au précieux monde sans nom inédit en CD accessible uniquement par OpenDisc

## Production et participations
- Écriture et composition : Jean-Louis Murat
- Mixage : Aymeric Létoquart aux Studios Davout à Paris
- Mastering : Jean-Pierre Chalbos